# سردار گورلر
سردار گورلر (انگلیسی: Serdar Gürler؛ زادهٔ ۱۴ سپتامبر ۱۹۹۱) بازیکن فوتبال اهل ترکیه است.
از باشگاه‌هایی که در آن بازی کرده‌است می‌توان به باشگاه فوتبال ترابزون‌اسپور، باشگاه ورزشی کایسری ارجیسپور، باشگاه فوتبال سوشو، باشگاه ورزشی گنچلربیرلیغی، و باشگاه فوتبال الازیغ‌اسپور اشاره کرد.
وی همچنین در تیم‌های ملی فوتبال جوانان ترکیه، Turkey national under-19 football team، زیر ۲۱ سال ترکیه، Turkey national football B team، و ترکیه بازی کرده‌است.